# Бачкаи, Шара
Шара Луца Бачкаи (венг. Bácskai Sára Luca; род. 20 июня 1999, Будапешт) — венгерская шорт-трекистка, призёр чемпионата мира по шорт-треку 2017 года; четырёхкратный призёр чемпионата Европы по шорт-треку 2015, 2017 и 2018 года; двукратный призёр разных этапов Кубка мира по шорт-треку. Участница зимних Олимпийских игр 2018 года.

## Спортивная карьера
Шара Луца Бачкаи родилась в столице Венгрии — Будапеште. С детства играла в гандбол. В школьные годы начала кататься на коньках после того, как её друг пригласил на совместную тренировку. Шорт-треком занялась в возрасте 7 лет. С 2008 года и по настоящее время тренируется на базе клуба «MTK Budapest». В национальной сборной за её подготовку отвечает венгерский специалист Акос Банхиди (венг. Akos Banhidi).
Шара Луца завоевала на юниорском чемпионате Венгрии в 2007, 2010, 2011 2014 годах бронзовые медали в общем зачёте, а в 2012 году смогла выиграть золотую медаль на молодёжном первенстве. В 2014 году она начала выступления на юниорском чемпионате мира, где заняла 62-е место. В сезоне 2014/15 годов стала 3-й на национальном чемпионате Венгрии среди взрослых и 2-й среди юниоров.
Свою первую медаль на соревнованиях международного уровня Бачкаи выиграла на чемпионате Европы по шорт-треку 2015 года, что проходил в голландском — Дордрехте. В эстафете среди женщин венгерская команда с результатом 4:18.658 (+0.574) финишировала третей, уступив более высокие позиции соперницам из Нидерландов (4:18.174 (+0.090) — 2-е место) и России (4:18.084 — 1-е место).
На зимних Олимпийских играх 2018 Шара Луца Бачкаи дебютировала в забеге на 1500 м и эстафете. 17 февраля 2018 года во время квалификационного забега на 1500 м в первой группе Бачкаи получила пенальти и завершила дальнейшую борьбу. 20 февраля в ледовом зале «Кёнпхо» во время финала В эстафеты среди женщин венгерские шорт-трекистки с результатом 4:03.603 финишировали вторыми и проиграли борьбу за бронзовые медали соперницам из Нидерландов (4:03.471 (мировой рекорд времени) — 1-е место). В общем зачёте женская команда из Венгрии заняла 4-е место.
В сезоне 2018/19 годов Шара Луца в очередной раз вместе с командой выиграла бронзовую медаль на чемпионате Европы в Дордрехте, а также в составе эстафеты на этапах Кубка мира выиграла золотую и серебряную медаль. В 2020 году было только 20-е место на чемпионате Европы в Дебрецене, после чего все турниры были отменены из-за пандемии коронавируса. В новом сезоне 2021/22 годов Шара выступала только на этапах кубка мира, где не показала лучших результатов.

## Личная жизнь
Шара Луца Бачкаи окончила факультет планирования в Будапештском университете управления Корвина.  